# Felicità Sartori
Felicita Sartori, mais tarde von Hoffmann (c. 1713-1782) foi uma pintora e pastelista italiana.
Sartori nasceu em Pordenone, a filha de um tabelião. Seu tio era Antonio dall'Agata, um gravador em Gorizia, e foi ele seu primeiro professor. Foi ele que arranjou para ela entrar no estúdio de Rosalba Carriera. Com isso, ela mudou-se para Veneza em torno de 1728. Carriera estava no auge de sua popularidade e acredita-se que Sartori, juntamente com suas irmãs, deu cópias de seus trabalhos para ela vender. Sartori se manteve próxima a seu professor, mas, por volta de 1740, ela foi convidada para ir a Dresden por Franz Joseph von Hoffmann, conselheiro de Augusto III. No ano seguinte, ela se casou com ele. Ele morreu em 1749, um momento em que pouco se sabe sobre o paradeiro dela.
As obras dela das quais ainda se tem notícia são principalmente miniaturas, na sua maioria derivadas de obras bem conhecidas de Carriera. Um retrato de Sartori realizado por seu professor está em exposição na Galeria Uffizi.